# Seppo Mustonen
Seppo Jalmari Mustonen, född 28 oktober 1937 i Helsingfors, är en finländsk statistiker.
Mustonen blev filosofie doktor 1964. På hans initiativ inrättades 1965 Nordens första professur i statistik vid Samhälleliga högskolan i Tammerfors (sedermera Tammerfors universitet), och två år senare tillkom professurer även vid Jyväskylä och Helsingfors universitet. Han var 1967–1977 extra ordinarie professor i statistik vid Helsingfors universitet och 1977–2000 professor i ämnet där. Han har utvecklat flera prisbelönta datasystem (SURVO 66, 76 och 84). 

## Utmärkelser
- Riddartecknet av I klass av Finlands Vita Ros’ orden,  1990[2]

[Redigera Wikidata]